# 离舌橐吾
离舌橐吾（学名：Ligularia veitchiana）为菊科橐吾属的植物，是中国的特有植物。分布于中国大陆的甘肃、湖北、贵州、云南、陕西等地，生长于海拔1,400米至3,300米的地区，常生于山坡、河边以及林下，目前尚未由人工引种栽培。